# باراليبتونتا بيليسي
باليدوفانتيس شنني (الاسم العلمي: Palliduphantes chenini) هو نوع من العناكب رتيلاوات الشكل من فصيلة ليبتونيتيدي.

## مناطق التواجد
هذا النوع متوطن في تونس، وتحديدا في المغارات.

## المنشور الأصلي
- ألمرية، مونسيه (1982): Résultats d'une campagne biospéologique en Tunisie et description d'une espèce nouvelle de Leptonetidae (Araneae): Paraleptoneta bellesi. مجلة Revue Arachnologique, المجلد 4, الصفحات 57-64.

## روابط خارجية
- (بالإنجليزية) مصدر أنيمال ديفرستي ويب: Paraleptoneta bellesi.
- (بالفرنسية) مصدر نظام المعلومات التصنيفية المتكامل: Paraleptoneta bellesi Ribera & Lopez, 1982.
- (بالإنجليزية) مصدر دليل العنكوب العالمي: Paraleptoneta bellesi Ribera & Lopez, 1982 dans la famille Leptonetidae.